# Polyalthia clemensorum
Polyalthia clemensorum este o specie de plante din genul Polyalthia, familia Annonaceae, descrisă de Suzanne Ast. Conform Catalogue of Life specia Polyalthia clemensorum nu are subspecii cunoscute.